# Kipps
Kipps: La historia de un alma sencilla es una novela de H. G. Wells, publicada por primera vez en 1905. Humorística y a la vez simpática, esta perspicaz novela social se considera generalmente una obra maestra, y era su obra favorita.
Ha sido adaptada al teatro, al cine y a la televisión, así como al musical de 1963 Half a Sixpence.

## Argumento
El personaje epónimo es Arthur "Artie" Kipps, un huérfano ilegítimo. En el Libro I ("The Making of Kipps"), es criado por sus ancianos tíos, que tienen una pequeña tienda en New Romney, en la costa sur de Kent. Asiste a la Academia Cavendish ("una escuela de clase media", no un "internado",) en Hastings, en East Sussex. "Por naturaleza inherente tenía una disposición sociable", y se hace amigo de Sid Pornick, el hijo del vecino. Kipps se enamora de la hermana menor de Sid, Ann. Ann le regala medio penique como muestra de su amor cuando, a los 14 años, es contratado como aprendiz en el Bazar de Paños de Folkestone, dirigido por el señor Shalford.
Sin embargo, los Pornicks se mudan y Kipps olvida a Ann. Se encapricha de Helen Walshingham, que imparte una clase de talla de madera los jueves por la noche. Cuando Chitterlow, un actor y aspirante a dramaturgo, conoce a Kipps al toparse con él con su bicicleta, su encuentro se convierte en una noche de embriaguez que lleva a Kipps a ser "intercambiado" (despedido). Sin embargo, antes de que abandone el establecimiento del Sr. Shalford, Chitterlow llama su atención sobre un anuncio en el periódico que conduce a una insospechada herencia para Kipps de su abuelo de una casa y 26.000 libras.
En el Libro II ("Mr. Coote the Chaperon"), Kipps fracasa en su intento de adaptarse a su nueva clase social mientras vive en Folkestone. Por casualidad, conoce a un tal Sr. Coote, que se encarga de su educación social; eso le lleva a retomar el contacto con Helen Walshingham, y se comprometen. Sin embargo, el proceso de superación personal aleja cada vez más a Kipps, sobre todo porque Helen se aprovecha de la fortuna de Kipps para establecerse con su hermano en la sociedad londinense. Los encuentros fortuitos con Sid y luego con Ann, ahora sirvienta de la casa, le llevan a tomar la decisión de abandonar las convenciones sociales y su compromiso con Helen y casarse con su novia de la infancia.
En el Libro III ("Kippses"), el intento de encontrar una casa adecuada a su nuevo estatus precipita a Kipps de nuevo en una lucha con el "complejo y difícil" sistema social inglés. Kipps y Ann se pelean. Luego, se enteran de que el hermano de Helen, un abogado, ha perdido la mayor parte de su fortuna por culpa de la especulación. Sin embargo, esto conduce a una situación más feliz cuando Kipps abre una sucursal de la Associated Booksellers' Trading Union (Limited) en Hythe, y tienen un hijo. El éxito de la obra de Chitterlow, en la que Kipps había invertido 2.000 libras esterlinas, les devuelve la fortuna, pero se contentan con seguir siendo, como al principio, comerciantes de una pequeña ciudad costera.

## Temas
Kipps es un estudio sobre las diferencias de clase, y el principal interés dramático de la novela es cómo el protagonista negocia las dificultades intelectuales, morales y emocionales que conlleva la riqueza y el cambio de posición social. Kipps es el único personaje de la novela que está plenamente desarrollado, y todos los acontecimientos se narran desde su punto de vista. La voz de un moderado narrador wellsiano ofrece comentarios ocasionales, pero sólo hacia el final de la novela la voz habla en una denuncia de una página de duración sobre "el poder gobernante de esta tierra, la estupidez", que es "un monstruo, un monstruo de bulto, como un gran grifo torpe, como el laberinto del Palacio de Cristal, como Coote, como la diosa de plomo de la Dunciada, como un lacayo gordo y orgulloso, como el orgullo, como la indolencia, como todo lo que oscurece y pesa y obstruye la vida".
El amigo de Kipps, Sid, se hace socialista y acoge a un huésped, Masterman, que sostiene que la sociedad "está irremediablemente desquiciada. El hombre es un animal social con una mente que hoy en día da la vuelta al mundo, y una comunidad no puede ser feliz en una parte e infeliz en otra.... La sociedad es un solo cuerpo, y está bien o mal. Esa es la ley. Esta sociedad en la que vivimos está enferma". Sin embargo, aunque Kipps admira a Masterman y es en parte receptivo a este punto de vista, le dice a Ann que "no estoy de acuerdo con este socialismo".
En un momento dado, Wells pretendía desarrollar a Masterman como un personaje importante (y, de hecho, convertir a Kipps al socialismo) y escribió varias versiones en las que desempeñaba un papel importante al final de la novela; pero al final, eliminó a Masterman por completo de la conclusión de la novela.
Es un lugar común de la crítica ver en esto un ejemplo de la lucha interior de Wells entre los papeles de artista y profeta.
El discurso de Artie Kipps es una cuidadosa interpretación de la pronunciación de la lengua inglesa tal y como Wells la aprendió por primera vez. Kipps nunca llega a dominar otra forma de hablar y, tras muchos esfuerzos, vuelve a la manera de su educación: "'¡Speckylated it!', dijo Kipps, con una floritura ilustrativa del brazo que no sirvió para ilustrar. 'Bort las cosas caras y las vendió baratas, y jugó el 'ankey-pankey jackass con todo lo que conseguimos. Eso es lo que quiero decir que ha hecho, Ann".

## Redacción y publicación
Wells trabajó en Kipps durante siete años, completando un borrador titulado The Wealth of Mr Waddy en enero de 1899 y terminando finalmente la versión revisada de la novela en mayo de 1904. Kipps cambió considerablemente a lo largo de este extenso período de redacción: el manuscrito, que ahora se encuentra en el Archivo Wells de la Universidad de Illinois, consta de más de 6000 hojas, e incluye (en palabras de Harris Wilson) "literalmente decenas de falsos comienzos, digresiones y episodios abandonados." En la novela terminada, el "Libro 1" y el "Libro 2" tienen una extensión aproximadamente comparable, pero el "Libro 3" de la novela es mucho más corto. Esta desproporción refleja el hecho de que originalmente el tercer Libro contenía un extenso episodio en el que el socialista consumista Masterman visita a Kipps en Hythe y muere lentamente, dando conferencias sobre la revolución y especulando sobre las posibilidades del comunismo utópico. Los críticos elogian a Wells por haber recortado este episodio, al tiempo que lo ven como una señal de lo que está por venir en su carrera de escritor: "Wells, en este episodio, se desliza hacia lo discursivo y lo didáctico; sus personajes son casi olvidados al exponer sus propias ideas y críticas sociales ... [es] el primer intento sustancial de Wells, y un fracaso reconocido, ya que lo dejó de lado, de conciliar narrativa e ideología".
Wells estaba ansioso por que la novela tuviera éxito, y acosó a Macmillan con ideas poco ortodoxas para la publicidad, como los hombres de los sándwiches en el distrito teatral del West End y los carteles que decían "Kipps Worked Here" fuera de la estación de tren de Portsmouth & Southsea.

## Recepción
Aunque Kipps acabó convirtiéndose en una de las novelas de mayor éxito de Wells, al principio tardó en venderse; a finales de 1905 se habían vendido 12.000 ejemplares, pero en la década de 1920 ya había más de un cuarto de millón.
La novela recibió grandes elogios de Henry James, pero Arnold Bennett se quejó de que el libro mostraba "una feroz hostilidad hacia unas cinco sextas partes de los personajes".
El biógrafo David C. Smith calificó la novela de "obra maestra" y argumentó que con Kipps, La historia de Mr. Polly y Tono-Bungay, Wells "es capaz de reclamar un lugar permanente en la ficción inglesa, cerca de Dickens, por la extraordinaria humanidad de algunos de los personajes, pero también por su habilidad para invocar un lugar, una clase, una escena social."

## Adaptaciones
Kipps ha sido adaptado a otros medios en varias ocasiones:
- En 1912 Wells y Rudolf Besier la adaptaron para el escenario.
- En 1921 hubo una versión cinematográfica muda ambientada en Folkestone y (para la escena final) rodada en Canterbury y en parte en el Hotel Savoy. Wells fue un extra en la película.
- La adaptación de 1941 fue protagonizada por Michael Redgrave en el papel principal.
- El serial televisivo de ocho partes de Granada Television, con Brian Murray como Kipps, se emitió en la cadena ITV entre el 14 de octubre y el 2 de diciembre de 1960, pero ya no existe.[1]
- El musical teatral Half a Sixpence, de David Heneker y Beverley Cross, basado en Kipps, se montó originalmente en el West End londinense como vehículo estelar para Tommy Steele y se trasladó a Broadway (con Steele) en la temporada 1965-1966. Se filmó en 1967, de nuevo con Steele en el papel protagonista.
- En 1984, Michelene Wandor la dramatizó en cinco partes para BBC Radio 4, protagonizada por Paul Daneman como el narrador "H.G. Wells", Mark Straker como "Kipps" y Nickolas Grace como "Chitterlow".
- En mayo de 2006 se emitió una segunda adaptación para BBC Radio 4, esta vez en dos partes, a cargo de Mike Walker, protagonizada por Bryan Dick como "Kipps", Donald Sumpter como "Tío de Kipp" y Deborah Findlay como "Tía de Kipp".